# Fiat 16-24 HP

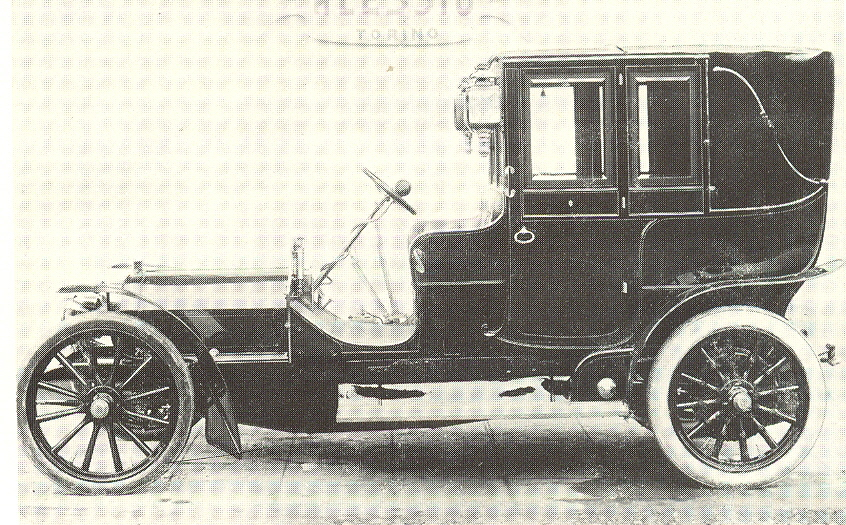
Phaeton

Der Fiat 16-20 oder 16-24 HP ist ein Pkw der oberen Mittelklasse, den Fiat von 1903 bis 1906 als Nachfolger des Fiat 12 HP in 691 Exemplaren im Werk Corso Dante in Turin produzierte. Vom 16-24 HP abgeleitet war der in der Oberklasse angesiedelte Fiat 24-32 HP sowie Fiats erster Lkw, der Fiat 24 HP.
Als Karosserieform wurden Phaeton, Landaulet-Cabriolet (ab 1904) oder Duc angeboten. Es entstanden vier Serien. Die erste 1903 gestartete Serie hatte einen Vierzylinder-Ottomotor mit 4179 cm³ Hubraum, der 20 PS (14,7 kW) leistete, und ein unsynchronisiertes Vierganggetriebe. Die Antriebskraft wurde über Ketten auf die Hinterräder übertragen.
Nach 100 gebauten Exemplaren startete 1904 die Serie 2 mit auf 2585 mm verlängertem Radstand sowie auf 24 PS (17,7 kW) erhöhter Leistung. 130 Exemplare wurden gebaut, bis im Jahr 1905 die Serie 3 mit auf 2853 mm verlängertem Radstand herauskam. Von dieser Serie wurden 171 Fahrzeuge gebaut. Die 1906 startende 4. und letzte Serie erhielt einen auf 4503 cm³ vergrößerten Motor mit gleicher Leistung, aber niedrigerem Verbrauch. Die Produktionszahl stieg auf 290 Einheiten, bis Fiat das Modell Ende 1906 zugunsten eines Modells von Brevetti Fiat einstellte.